# Serviceprovider
Een serviceprovider (van het Engelse woord service provider, wat dienstaanbieder betekent), is een aanbieder van één of meerdere diensten. 
Veelal wordt de term gebruikt op het internet, met name als het gaat om de partij die bepaalde internet- of telefoniediensten aanbiedt, maar zeker ook buiten het internet om komt men de term tegen. Het woord dienstenaanbieder of serviceprovider wordt dus veelal ten onrechte alleen met het internet geassocieerd. Een betere term voor serviceprovider in deze context zou dan ook 'internetaanbieder' zijn. 
Het woord 'dienst' in deze samenstelling verwijst in dit geval naar het leveren van een bepaalde hulp / ondersteuning van een partij aan een wederpartij. De dienstverlenende partij (de aanbieder) is vaak een bedrijf dat de dienst tegen betaling aanbiedt. Een dienst is een wat abstracter product; het is niet tastbaar. Voorbeelden van diensten zijn: telecommunicatiediensten, buitenschoolse opvang, glazenwassen, banken, enzovoort. 
Eigenlijk zijn alle personen die in de zogenoemde 'dienstverlenende sector' werken, dienstenaanbieders en zou men ze dus ook 'serviceproviders' kunnen noemen.